# Hungerford Bridge
Pour les articles homonymes, voir Hungerford.
Le Hungerford Bridge (pont de Hungerford) est un pont londonien traversant la Tamise, situé entre Waterloo Bridge en aval et Westminster Bridge en amont. C'est un pont de chemin de fer en treillis d'acier, parfois connu sous le nom de Charing Cross Bridge. 
Le premier pont était une passerelle suspendue, construite en 1845 par Isambard Kingdom Brunel, qui fut démontée en 1860 : ses chaînes forgées furent réutilisées pour la construction du pont suspendu de Clifton, à Bristol, où elles sont encore en place et en usage. Ce premier ouvrage fut remplacé par le pont actuel, destiné au trafic ferroviaire. Il est aujourd'hui flanqué de deux passerelles pour piétons, construites en 2002, suspendues par haubans, qui partagent avec le pont ferroviaire les ouvrages de fondation, et sont nommées Golden Jubilee Bridges. 
L'extrémité sud du pont se trouve près de la gare de Waterloo, du County Hall, du Royal Festival Hall et du London Eye. L'extrémité nord est proche de la gare de Charing Cross, d'Embankment, de Victoria Embankment et de Whitehall Court.

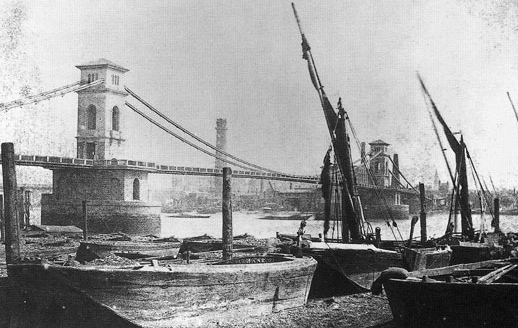
Le premier pont de Hungerford